# Université d'Aarhus
L'université d'Aarhus (Aarhus Universitet en danois) est une université danoise.
Avec plus de 38 000 étudiants, c'est la deuxième plus grande université du pays derrière celle de Copenhague.

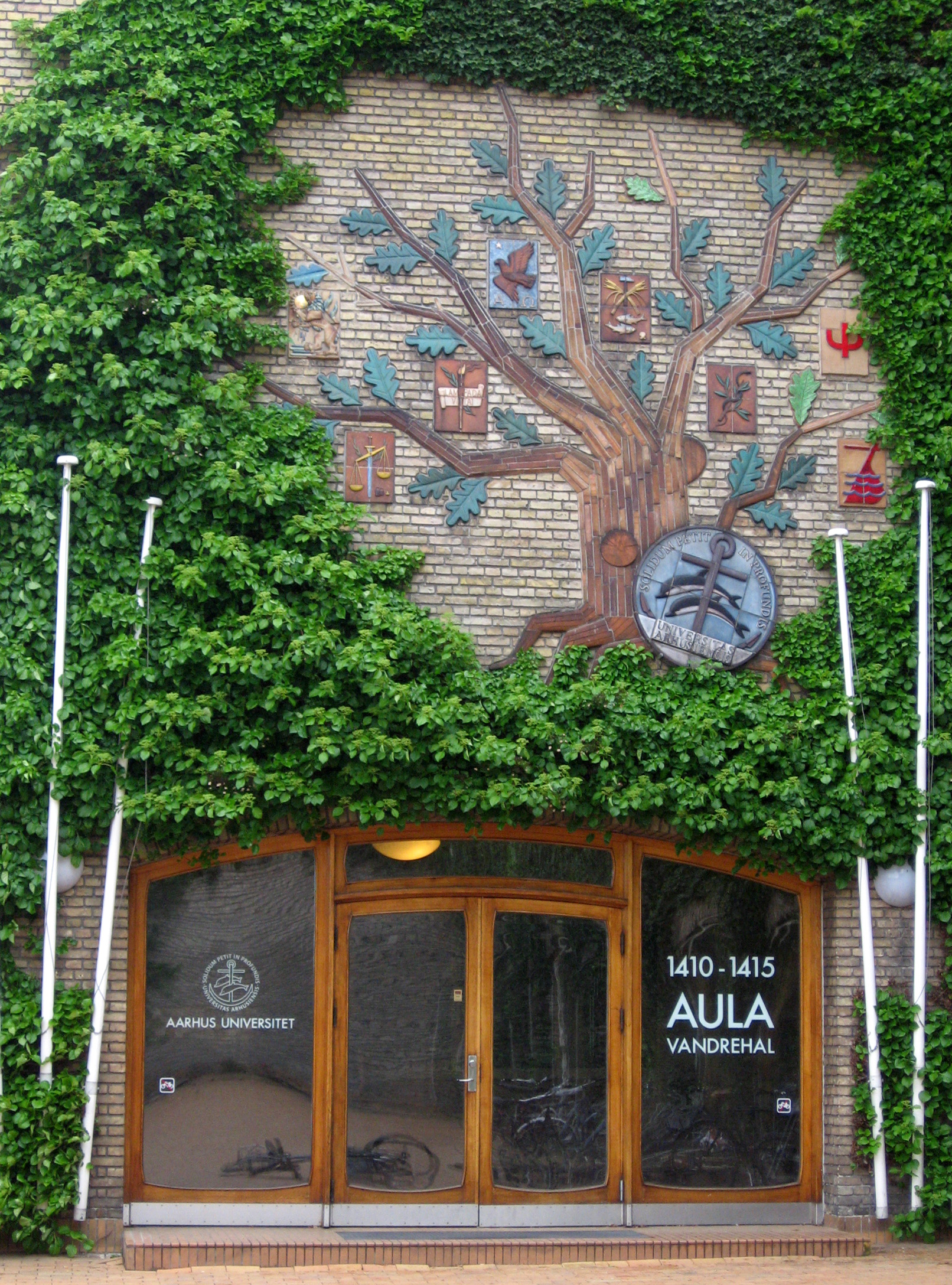
Entrée principale avec l'arbre des cinq facultés.

## Histoire

### Inauguration
La décision de créer l'université d'Aarhus se prit lors d'une commission mise en place en 1919 par le ministre de l'éducation de l'époque. Cette commission devait décider si le Danemark avait besoin d'une nouvelle université (l'unique autre se trouvait à Copenhague), et si oui, où elle devait être installée. Hormis Aarhus, les principales villes en lice étaient Viborg, Sønderborg et Kolding. Chacune de ces villes mena de grandes actions de communication et de recherches de fonds afin d'obtenir le privilège. La commission ne dura pas moins de six ans, et décida finalement en 1925 qu'il était temps de soulager l'université de Copenhague en créant une nouvelle institution à Aarhus, ville jugée la mieux équipée pour accueillir une université.
L'université a été inaugurée le 11 septembre 1928, en tant qu'institution privée et autonome et sous le nom de Universitetsundervisningen i Jylland (Études universitaires du Jutland). Elle ne disposait alors d'aucun bâtiment, elle louait les salles de classe de l'école technique d'Aarhus (Teknisk Skole). Son financement reposait sur un budget de 33 000 couronnes alloué par la municipalité d'Aarhus. Soixante-quatre étudiants se sont inscrits lors de l'inauguration, quatorze autres les rejoignirent lors du premier trimestre.
Les seuls domaines abordés par les cours étaient alors la littérature et les langues. Le corps d'enseignants se composait d'un professeur en philosophie et de quatre enseignants en danois, anglais, allemand et français.

### Construction
Pendant les premières années, l'université était dans une sorte de phase de test afin de savoir si le choix de la ville pour accueillir l'université était le bon. Les principaux militants qui avaient fait campagne en faveur du choix d'Aarhus se sont réunis en une association, Universitets-Samvirket (l'Association de l'Université), et occupaient le rôle d'administrateurs. Ils étaient aussi chargés de trouver les fonds nécessaires pour la construction des futurs bâtiments sur un site offert par la municipalité, vu que le gouvernement avait annoncé par un décret qu'il ne participerait pas au financement. Ces fonds étaient donc exclusivement des dons privés.
Devant les efforts de l'association, le gouvernement rédige en 1931 un document officiel, Universitetsloven, stipulant que l'État accepte de prendre en charge les coûts de fonctionnement de l'université si l'association finance sa construction. L'association se met immédiatement au travail en organisant un concours pour désigner l'architecte des bâtiments, remporté par Kay Fisker, C. F. Møller et Povl Stegmann. Tout va très vite, et exactement cinq ans après l'inauguration de l'université, le 11 septembre 1933, le roi Christian X inaugure le premier bâtiment de l'université. Devenant ainsi un établissement à part entière avec son propre bâtiment, elle prend le nom officiel de Aarhus Universitet.
La construction a ensuite continué très régulièrement, avec le même cabinet d'architectes. Au fur et à mesure de l'arrivée de nouveaux étudiants et de l'enseignement de nouvelles matières, l'ensemble des bâtiments s'est formé autour du parc de l'université, avec jamais plus de quelques années entre deux inaugurations.

### Mise en place des facultés
L'université compte actuellement cinq facultés, mais elles n'ont été mises en place que progressivement.

#### Faculté des Arts / Sciences Humaines
L'enseignement débuta avec une unique faculté, la Faculté des Arts, proposant des cours de philosophie et de langues. Quelques années plus tard, le département des dialectes et de la culture du Jutland fut créé et proposa des cours d'histoire, philologie, linguistique et de langues slaves. En 1936, la faculté fut autorisée à délivrer son premier master, puis son premier doctorat (de philosophie) en 1940.
La liste des matières enseignées s'est considérablement agrandie par la suite, étendant ainsi son domaine, ce qui a mené à renommer la faculté en Faculté des sciences humaines.

#### Faculté de médecine
Bien que souhaités dès le début, les cours de médecine n'ont commencé qu'en 1933. Ces cours nécessitent en effet du matériel particulier et coûteux qui n'a été disponible qu'une fois le premier bâtiment construit. La faculté en tant que telle ne s'est officialisée qu'en 1935. Le coût du matériel a fait que les différents cours et domaines ont été introduits assez lentement, en fonction du matériel disponible. En conséquence, la possibilité de passer l'examen final de docteur en médecine n'est apparue qu'en 1953.
La faculté est pendant longtemps restée uniquement consacrée à l'enseignement de la médecine généraliste. Ce n'est qu'en 1992, lorsque l'école de dentistes d'Aarhus se rattacha à cette faculté, que les disciplines commencèrent à se diversifier. À cette occasion, la faculté a été renommée Faculté des Sciences Médicales.

#### Faculté de sciences sociales
Tout comme les précédentes, cette faculté a commencé avec un nombre modeste de cours, en a rassemblé d'autres progressivement ce qui l'amena à changer de nom. Elle fut créée en 1936 sous de le nom de Faculté d'économie et de droit. Elle proposa des cours de sciences politiques en 1959, une première au Danemark. En 1968, à la suite de la mise en place de cours de psychologie, elle devint la Faculté des Sciences sociales.
Les deux départements d'économie et de sciences politiques ont depuis acquis une renommée certaine.

#### Faculté de théologie
Très tôt après la création de l'université, des étudiants ont suivi des cours dans le domaine de la théologie donnés par des enseignants locaux non habilités à faire passer des examens. Ces étudiants devaient donc se rendre à Copenhague pour passer les examens. L'inscription croissante aux cours de ce domaine amena le gouvernement à fournir deux professeurs habilités en 1938. Quatre ans plus tard, l'un de ces professeurs et le remplaçant du second formèrent la Faculté de Théologie. Le premier doctorat fut sanctionné en 1947.

#### Faculté des sciences
La dernière née des facultés, celles des sciences, a été mise en place en 1954. Si cette faculté est apparue si tardivement, c'est parce qu'il n'était pas raisonnable de travailler sur sa mise en place en même temps que sur celle de médecine, pour des raisons de coût et de travail. La fin de l'organisation complète de la Faculté de médecine a donc été attendue.
Les cours de physique et de chimie, faisant jusqu'alors partie de la Faculté de médecine, ont été déplacés vers la Faculté des sciences, et des cours de mathématiques ont été créés.

## Implantation et sites remarquables

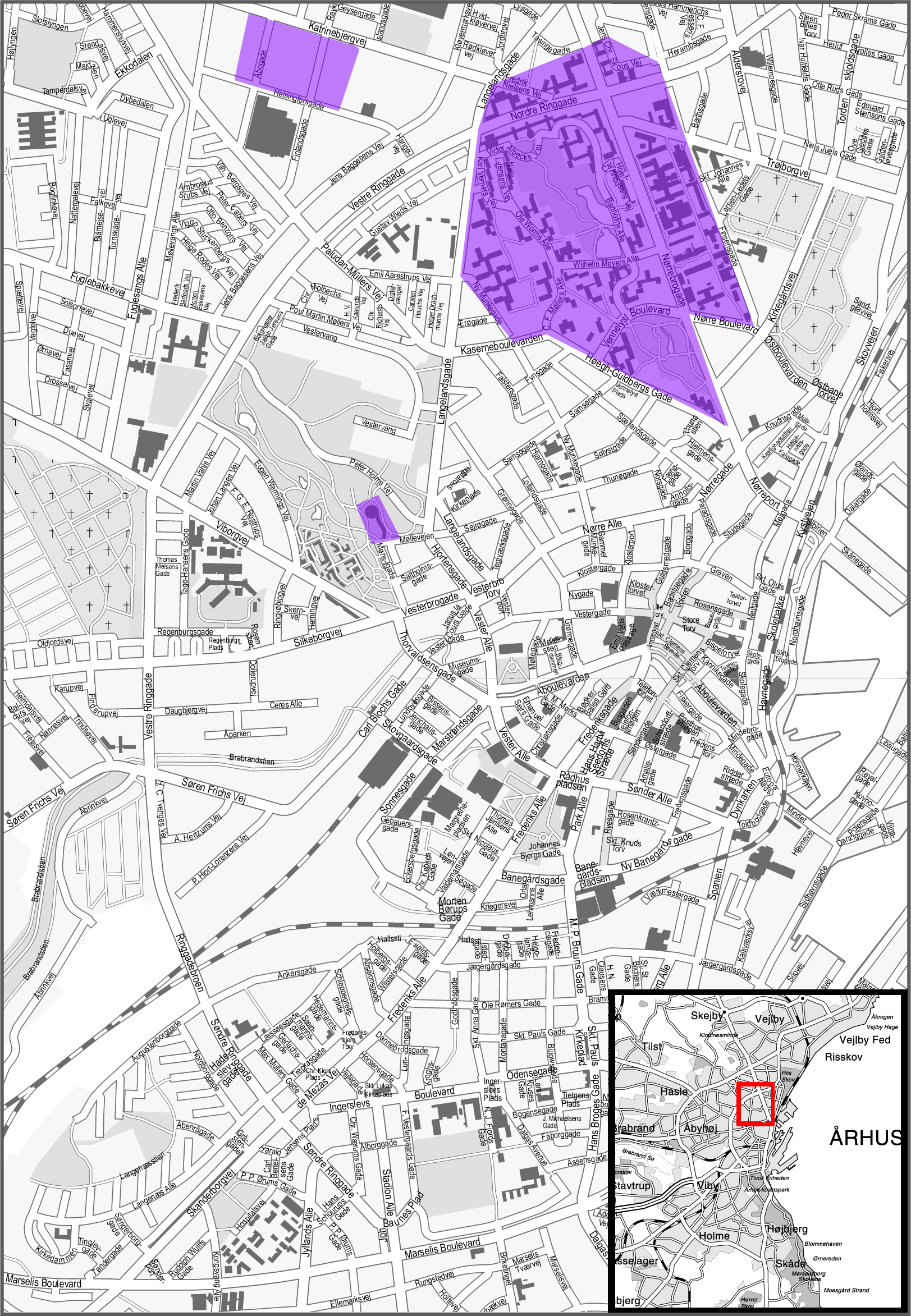
L'université est située près du centre-ville.

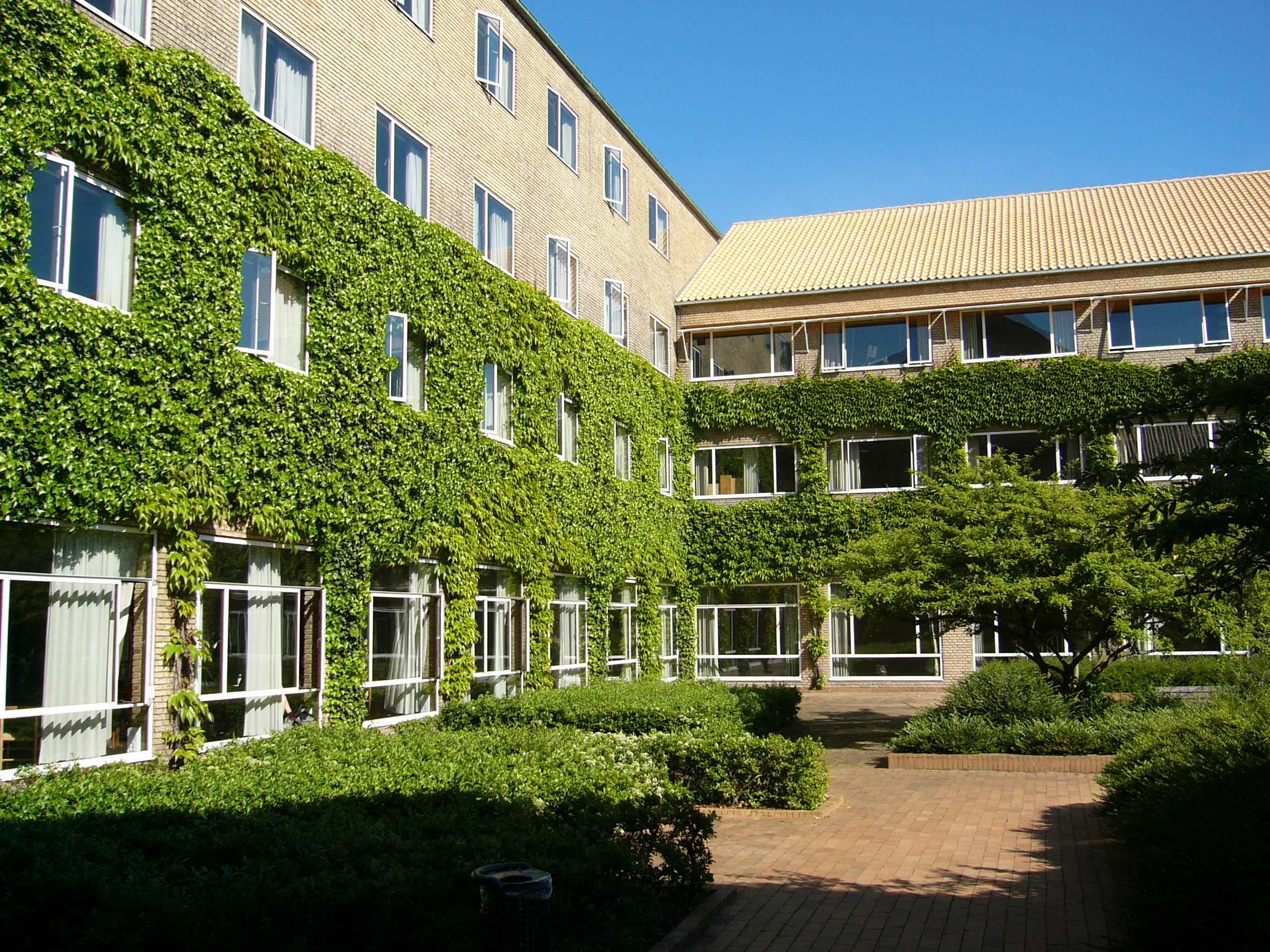
Allure typique des bâtiments.

Le campus est relativement proche du centre-ville d'Århus, et est réparti en trois lieux dont un principal concentrant la plupart de l'activité. Il bénéficie d'une vaste étendue pour un emplacement si proche du centre, avec des bâtiments d'architecture typiquement danoise, pouvant aussi bien dater de l'inauguration de l'université que de quelques années. Ces bâtiments sont construits autour d'un parc disposant de deux petits lacs.

### Architecture

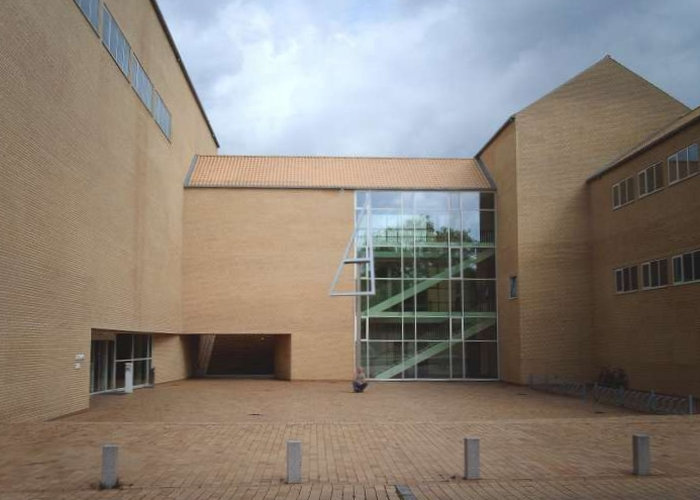
Le bâtiment le plus récent (2004) du campus : Søauditoriet.

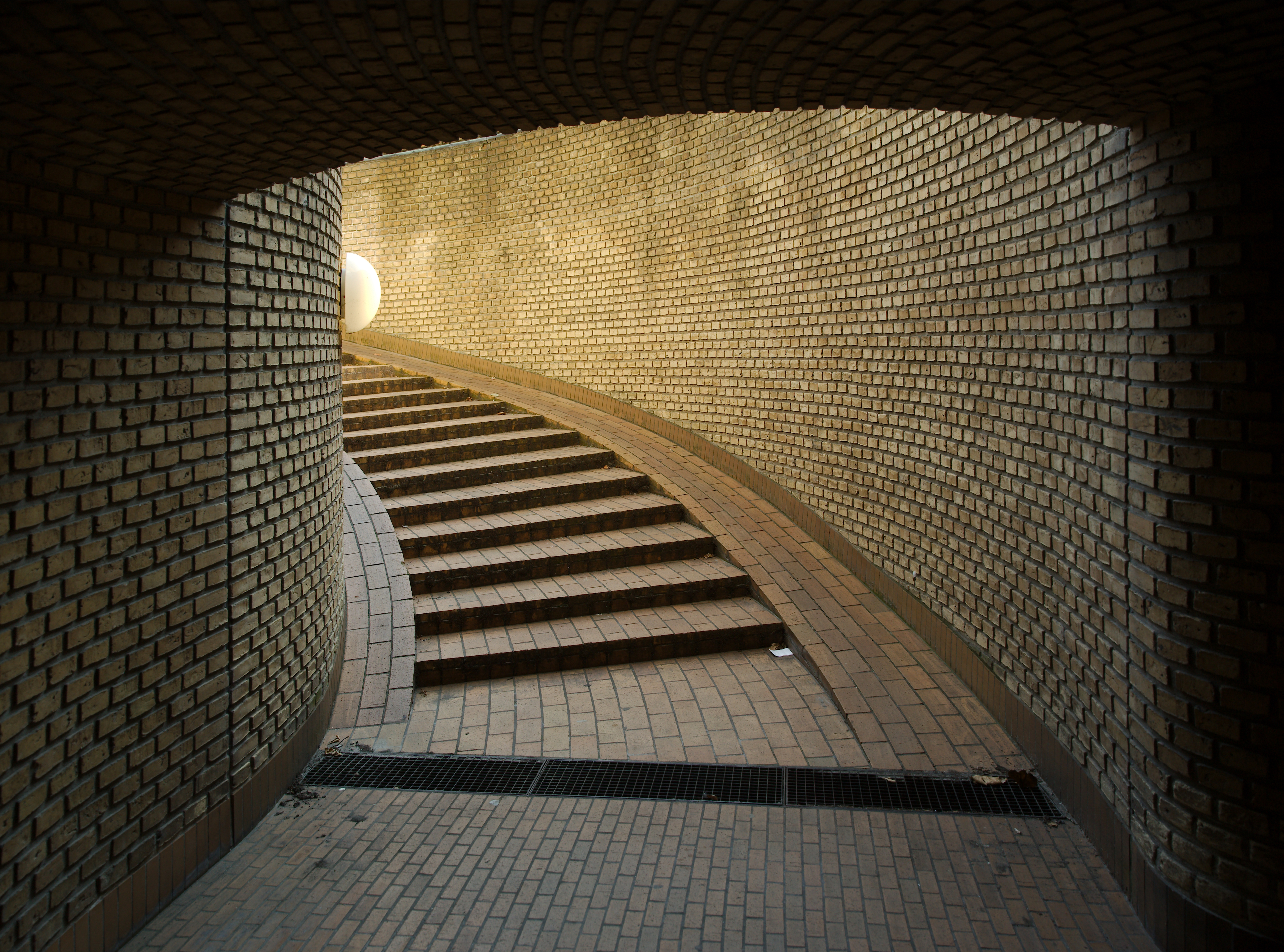
Un passage souterrain à l'université d'Aarhus. Juillet 2014.

Le choix des architectes de l'université, Kay Fisker, C. F. Møller and Povl Stegmann, s'est fait à la suite d'un concours organisé par l'association ayant mis en place l'université (cf. section Histoire). Ce choix est resté, depuis lors et aujourd'hui encore, c'est le cabinet C. F. Møller qui construit les bâtiments de l'université.
L'aspect extérieur des bâtiments est conçu selon un type très répandu au Danemark. Tous les murs sont en briques (jaunes, mais cette couleur est propre à l'université), ainsi que la plupart des terrasses. Les proportions des dimensions donnent un air massif aux constructions. Un grand nombre de façades sont recouvertes de vigne vierge.
L'intérieur est généralement moderne pour les bâtiments récents ou principaux, tandis que les salles de classe plus anciennes ont un style scolaire plus traditionnel. Les décorations et styles modernes sont particulièrement soignés, conformément au goût des Danois pour le design.

### Le parc

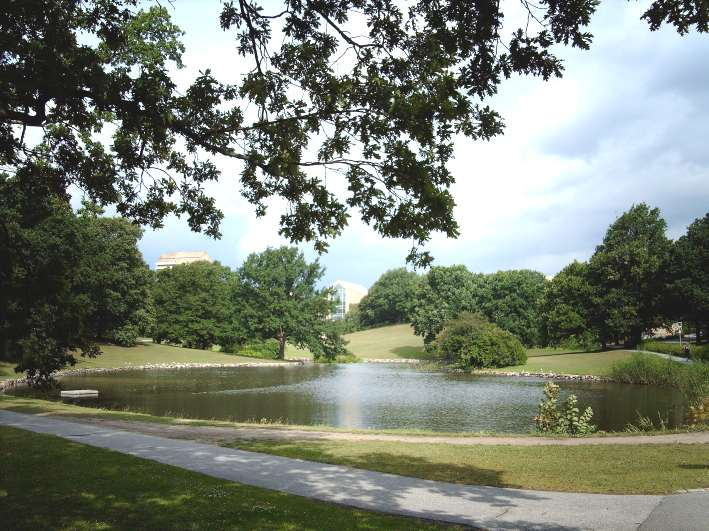
Vue sur le parc et un de ses lacs.

Le parc de l'université est l'une des principales étendues vertes de la ville. Le fait qu'il se situe pour ainsi dire en centre-ville en fait un endroit très apprécié. Il possède deux petits lacs occupés par de nombreux oiseaux et entourés de grandes pelouses. Contrairement aux autres parcs de la ville, il est peu ombragé, seuls quelques arbres présents depuis les débuts de l'université le parsèment.
Le parc accueille tous les ans au début de l'été un grand événement étudiant organisé par la faculté de médecine. L'ampleur de l'événement (plusieurs milliers de personnes) et le caractère insolite de ses jeux en ont fait un événement connu nationalement et médiatisé, ce qui fait du parc un endroit connu lui aussi.

### La bibliothèque

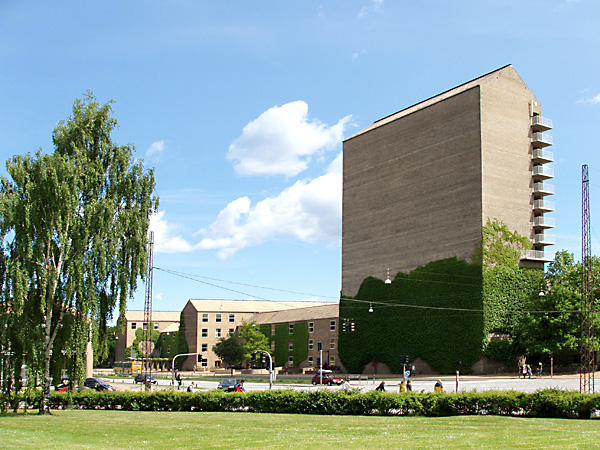
Statsbiblioteket, avec l'entrée principale de l'université juste à gauche.

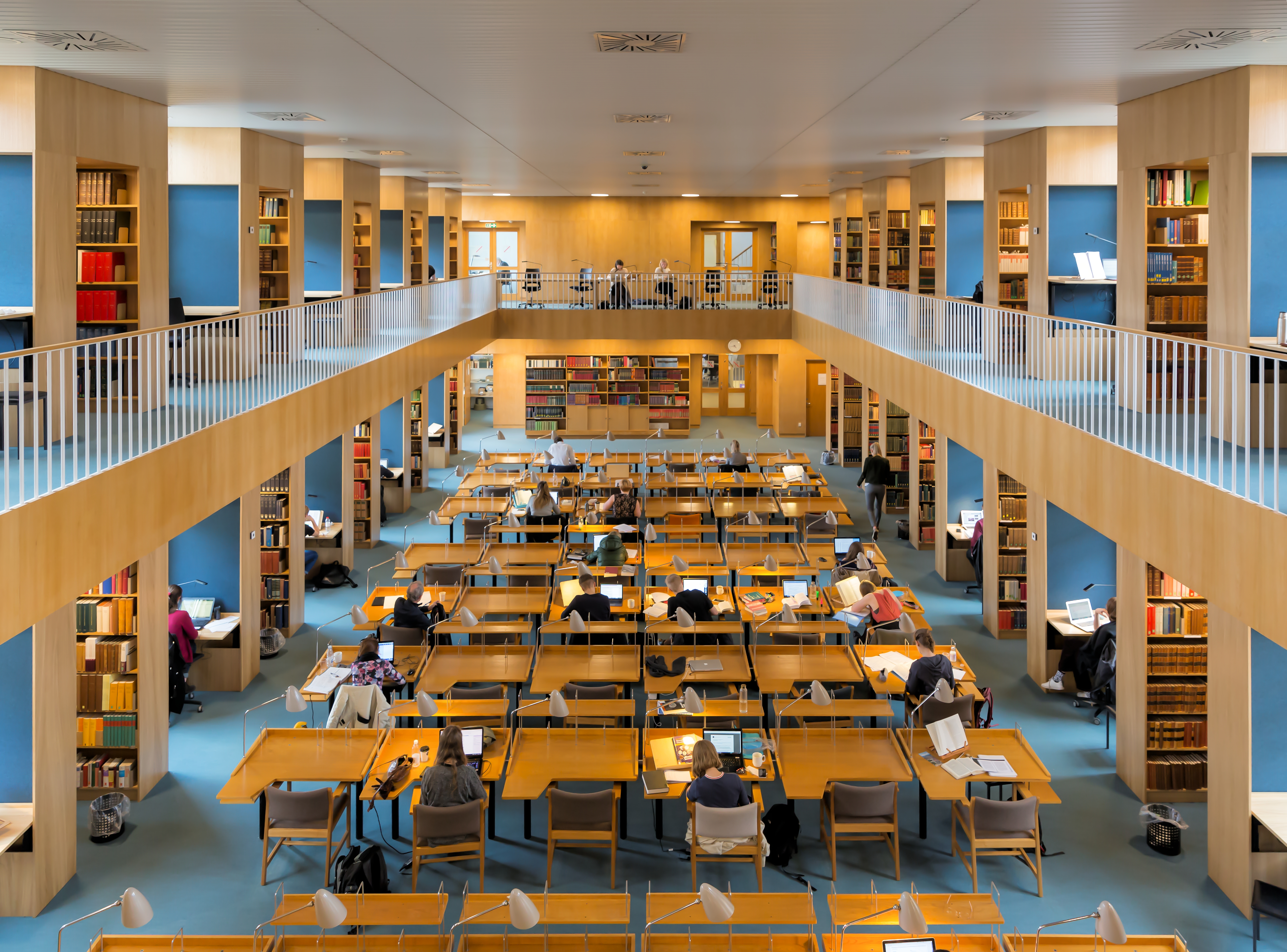
Salle de lecture, intérieur de la bibliothèque. Avril 2017.

La bibliothèque de l'université est, avec ses 18 étages, l'un des plus grands bâtiments de la ville. Sur ces 18 étages, seuls trois sont autorisés au public, le reste servant uniquement au stockage des documents. Ces espaces mettent à disposition des étudiants et visiteurs une cafétéria, une salle de lecture où les principaux journaux du monde entier sont accessibles en libre service, des postes informatiques, plusieurs petites salles d'études, et un accès à différents médias tels que des microfilms, films, enregistrements sonores, etc.
Le nombre important de documents stockés s'explique par le fait qu'elle est l'une des deux bibliothèques danoises conservant une copie de tout document écrit publié au Danemark, l'autre étant située à Copenhague. C'est pour cette raison qu'elle est appelée Statsbibliotek (bibliothèque d'état). L'université possède aussi des livres et magazines étrangers (en anglais uniquement). Ce sont donc au total environ 3 500 000 livres et magazines, et 1 300 000 autres documents consultables et/ou disponibles pour emprunt.

### Le pôle technologique

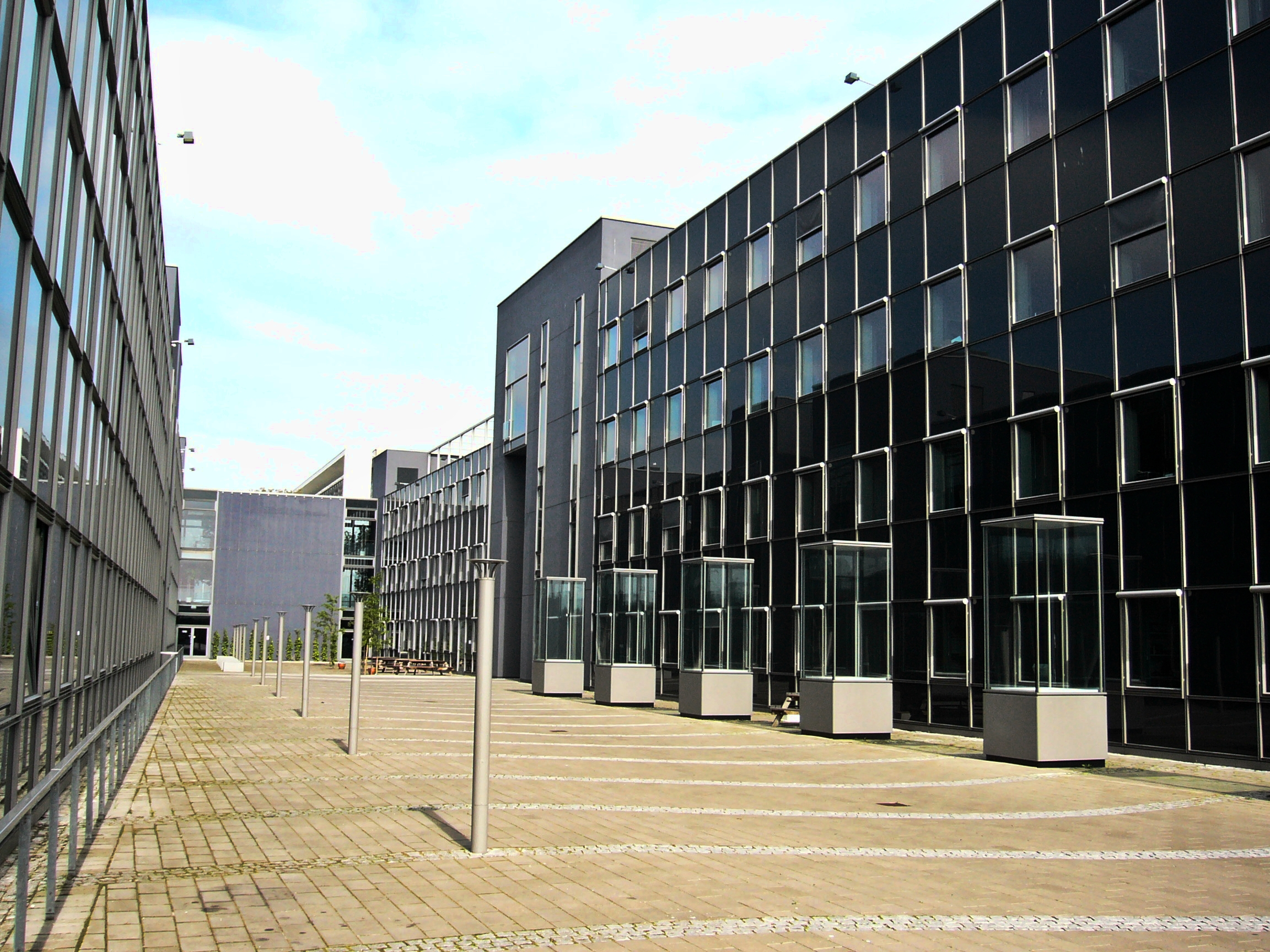
Bureaux du personnel du département informatique.

L'IT park est un pôle détaché de l'université (partie ouest sur la carte) où sont implantées plusieurs entreprises travaillant dans le domaine de l'informatique, l'électronique, la robotique et autres domaines associés. Tenant à préserver son parc et n'ayant pas d'autre place pour construire de nouveaux bâtiments, c'est au sein de l'IT park que l'université a décidé de construire le département informatique lors de l'émergence de ce domaine. La proximité des entreprises permet aux chercheurs et aux industriels de collaborer facilement, et aux élèves de réaliser leurs stages ou thèses sur des projets réels.
Les bâtiments sont donc récents, et la forte demande dans le secteur informatique en fait un département en plein essor. Ainsi, un bâtiment neuf s'est construit pendant l'été 2006 avec deux amphithéâtres, une bibliothèque et une cafétéria.

### Les serres
Les serres de l'université sont rassemblées dans un unique et grand bâtiment à l'allure très moderne. Elles sont situées en dehors du campus (partie la plus au sud sur la carte) afin de bénéficier de la proximité du jardin botanique municipal et de collaborer avec ce dernier. Elles sont utilisées par le département de biologie comme outil de démonstration et d'expérimentation pour l'étude des végétaux.

## Organisation
Depuis sa création jusqu'en 1970, l'université est restée une institution autonome : son fonctionnement interne était quasiment indépendant du gouvernement. Elle est ensuite devenue une organisation gouvernementale pendant une trentaine d'années, jusque fin 2003. Elle a alors retrouvé son indépendance vis-à-vis de l'État, et sa structure est depuis régulée par un acte juridique.

### Administration
L'université est dirigée par un conseil d'administration composé de 11 personnes : six personnes issues de l'extérieur, deux personnes élues par et parmi les membres du personnel académique, deux sont élues par et parmi les élèves, et enfin une personne est élue par et parmi les membres du personnel technique et administratif. Le président du conseil est obligatoirement une personne extérieure. Le conseil d'administration représente l'autorité suprême de l'université, et son principal rôle concerne les relations extérieures et les décisions concernant les évolutions à moyen et long terme de l'université.
Ce conseil a nommé en 2005 le premier recteur assigné à l'université d'Aarhus. Son rôle est la gestion de l'université au quotidien. Son cadre de travail est défini par le conseil d'administration, il est assisté par un vice-recteur et il a sous sa direction les doyens des cinq facultés, le directeur de l'administration et le personnel de l'administration.
Le conseil d'administration, le recteur, le vice-recteur, le directeur de l'administration et le personnel de l'administration sont des entités globales administrant l'ensemble de l'université.

### Facultés
L'université est composée de cinq facultés, elles-mêmes divisées en plusieurs instituts, départements ou écoles. Chacune des facultés est dirigée par un doyen en accord avec le recteur et le conseil d'administration. Les instituts, qui représentent la plus petite unité administrative de l'université, possèdent chacun un directeur chargé de la gestion des ressources financières, matérielles et humaines de l'institut. Parallèlement à la division en instituts, le doyen de chaque faculté nomme un conseil des études pour chacun des domaines enseignés par la faculté. Il est composé à parts égales d'étudiants et d'enseignants, et s'occupe de la mise au point du programme pour le domaine en question.
Les chiffres de chaque faculté sont tirés de la brochure The University of Aarhus, Denmark, édition 2006

#### Faculté des sciences humaines
La Faculté des sciences humaines a enregistré en 2005 6 877 étudiants, dont 1 242 nouveaux. Ces étudiants sont encadrés par 209 professeurs et professeurs associés, assistés par 330 autres membres des personnels académique, technique et administratif. Les différents cours dispensés sont répartis parmi 7 instituts :
- Institut d'études esthétiques
- Institut d'anthropologie, d'archéologie et de linguistique
- Institut d'histoire (Études Européennes et Internationales)
- Institut d'études de l'information et des médias
- Institut de langues, littérature et culture
- Institut de philosophie et de l'histoire des idées
- Institut de la Scandinavie

#### Faculté de médecine
La Faculté de médecine a enregistré en 2005 3 025 étudiants, dont 505 nouveaux. Ces étudiants sont encadrés par 211 professeurs et professeurs associés, assistés par 823 autres membres des personnels académique, technique et administratif. Les différents cours dispensés sont répartis parmi 9 instituts et une école :
- Institut d'anatomie
- Institut d'études cliniques
- Institut de droit de la médecine
- Institut de génétique humaine
- Institut de biochimie médicale
- Institut de microbiologie médicale et d'immunologie
- Institut de pharmacologie
- Institut de physiologie et biophysique
- Institut de la santé publique
- École d'odontologie

#### Faculté des sciences sociales
La Faculté des sciences sociales a enregistré en 2005 5 776 étudiants, dont 1030 nouveaux. Ces étudiants sont encadrés par 140 professeurs et professeurs associés, assistés par 293 autres membres des personnels académique, technique et administratif. Les différents cours dispensés sont répartis parmi 2 départements et 2 écoles :
- Département de sciences politiques
- Département de psychologie
- École d'économie et de management
- École de droit

#### Faculté de théologie
La Faculté de théologie a enregistré en 2005 989 étudiants, dont 132 nouveaux. Ces étudiants sont encadrés par 37 professeurs et professeurs associés, assistés par 48 autres membres des personnels académique, technique et administratif. Les différents cours dispensés sont répartis parmi 4 départements :
- Département d'études bibliques
- Département d'histoire de l'Église et de théologie pratique
- Département de théologie systématique
- Département d'étude de la religion

#### Faculté des sciences
La Faculté des sciences a enregistré en 2005 3 509 étudiants, dont 678 nouveaux. Ces étudiants sont encadrés par 284 professeurs et professeurs associés, assistés par 758 autres membres des personnels académique, technique et administratif. Les différents cours dispensés sont répartis parmi 7 départements et 1 institut :
- Département de biologie
- Département de chimie
- Département d'informatique
- Département de sciences de la terre
- Département de mathématiques
- Département de biologie moléculaire
- Département de physique et d'astronomie
- Institut Stensen

## Politique
L'université d'Aarhus met un point d'honneur à favoriser les échanges avec les universités et institutions étrangères, tant pour la recherche que pour les études. Elle désire que les étudiants et chercheurs puissent facilement partir à l'étranger et qu'ils en tirent un grand profit, aussi bien que des relations similaires dans le sens réciproque.
Pour cela, elle accorde des bourses aux étudiants et chercheurs qui souhaitent s'expatrier pour quelques mois, ainsi qu'aux étudiants d'Europe de l'Est et d'Europe centrale pour qui le niveau de vie du Danemark serait prohibitif sinon. Elle fait aussi en sorte de loger les chercheurs étrangers à un prix raisonnable lors d'une visite de durée courte ou moyenne.
Le danois n'étant que très peu parlé dans le monde, l'université met en place des initiatives pour s'affranchir de cette barrière. Elle propose aux chercheurs et étudiants étrangers des cours intensifs et gratuits de danois pendant trois semaines et deux fois par an, au cours d'un programme appelé Denmark Today. Elle supporte aussi financièrement ou moralement des institutions telles que le Centre International Étudiant, le Groupe des Épouses Étrangères ou l'École Internationale d'Århus. De plus, elle initie ses professeurs aux cours en anglais et impose à ses facultés de proposer une partie de leurs cours en anglais de manière que tout étudiant suivant un programme d'échange puisse au minimum suivre un semestre entier en anglais.
Dès l'apparition de la réforme européenne sur les études supérieures, l'université s'est imposé de mettre en place complètement et avant 2004 le système ECTS. Elle a voulu par là permettre aux étudiants européens de profiter de leur expérience à l'étranger sans allonger la durée de leurs études. En ce qui concerne la recherche, des conférences et séminaires internationaux sont régulièrement organisés à Aarhus, et les chercheurs sont incités à se rendre aux événements se déroulant à l'étranger.

## Classements
L'université d'Aarhus propose des cursus reconnus en se distinguant dans plusieurs domaines. En 2010, l'Academic Ranking of World Universities a placé l'université dans le top 100,.
| Rang (année)                                      | Rang mondial | Rang européen |
| ------------------------------------------------- | ------------ | ------------- |
| THE - QS World University Rankings (2009)         |              | 63            |
| Academic Ranking of World Universities (08/2010)  | 93           |               |
| Professional Ranking of World Universities (2009) | 89           |               |
| Leiden Ranking 2010                               | 55           |               |

Classement d'après le "Times Higher Education World University Rankings" en Europe :
| Année | Rang (évolution) |
| ----- | ---------------- |
| 2005  | 138              |
| 2006  | 126 ( 12)        |
| 2007  | 114 ( 12)        |
| 2008  | 81 ( 33)         |
| 2009  | 63 ( 18)         |
| 2010  | 62 ( 1)          |

### Sciences politiques
Classé 40e meilleur département mondial et 5e meilleur département européen dans le domaine des sciences politiques, le département est sans aucun doute le plus réputé de l'université. Ce succès est dû à la participation de membres du départements à de nombreux comités et conseils du domaine, ainsi qu'à la formation très qualifiante dispensée par les enseignants du département.

### Économie
Un autre département reconnu est celui d'économie. Il a été classé 136e au niveau mondial et 50e au rang européen. Les cours de ce département sont très demandés par les étudiants participants aux programmes d'échange internationaux, jusqu'à parfois poser des problèmes de place. Il y a en effet généralement beaucoup moins d'étudiants en économie partant dans d'autres universités que d'étudiants s'inscrivant à Århus. Les raisons sont semblables à celles du département de sciences politiques, avec toutefois une meilleure reconnaissance de la qualité de l'enseignement plutôt que de la celle de la recherche.

### Théologie
Plutôt qu'une faculté ou un département, c'est une unique personne qui a fait connaître l'université d'Aarhus dans ce domaine : Lene Kühle. Elle est en effet l'auteur du livre Moskeer i Danmark (Les mosquées au Danemark), publié en 2006, et à ce titre elle fut très sollicitée à la suite de la crise des caricatures de Mahomet.

### Informatique
Le département en lui-même n'est pas particulièrement renommé, mais il contribue à la reconnaissance de l'université d'Aarhus grâce à quelques informaticiens célèbres issus de l'université ou y ayant travaillé. Le meilleur exemple est celui de Bjarne Stroustrup, inventeur du langage de programmation C++. On trouve aussi Olivier Danvy, personne la plus remerciée au monde dans le domaine de la recherche informatique ainsi que Lars Knudsen et Ivan Damgård, chercheurs en cryptographie.

## Personnalités liées à l'université

### Professeurs
- Anna Tsing (1952-), anthropologue

### Étudiants
- Lenka Lichtenberg, chanteuse et compositrice canadienne.